# Margaretha van Godewijk

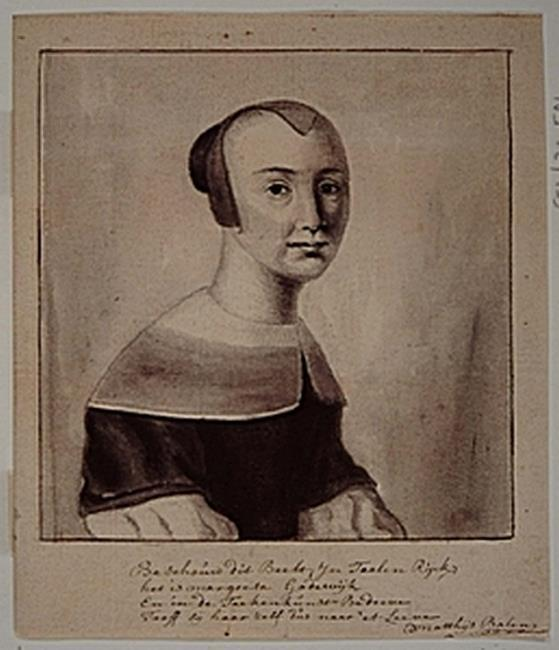
Selbstporträt von Margaretha van Godewijk

Margaretha van Godewijk (* 30. oder 31. August 1627 in Dordrecht; † 2. November 1677 ebenda) war eine niederländische Dichterin, Malerin und Kupferstecherin des Goldenen Zeitalters.

## Leben
Van Godewijk war die Tochter von Sara Pijpelaer († 1677) und Pieter Govertszoon van Godewijck (1593–1669), der Lehrer an einer Lateinschule und Aufseher der Stadtbibliothek war. Sie und ihre Schwester Cornelia wuchsen in einer wohlhabenden Umgebung mit kulturellen Interessen auf: Margaretha erlernte früh mehrere Sprachen, darunter Latein und Griechisch, und man schrieb sich Gedichte. Im biografischen Lexikon A.J. van der Aas heißt es 1862, dass sie auch Hebräisch lernte, um das Alte Testament im Original zu lesen.
Margarethe van Godewijk schrieb zahlreiche Gedichte, von denen ein Großteil in zwei handgeschriebenen Bänden überliefert ist. Der Band Poëmata besteht aus rund zwanzig Gedichten in lateinischer Sprache, der Band Gedichten van Margareta van Godewyck, met xxviii door haar geschilderde zinnebeelden enthält auf 313 Seiten religiöse Texte, Gelegenheitsgedichte sowie Embleme und Briefe, meist auf Niederländisch, aber auch Französisch oder Latein. Die Texte blieben aus unbekannten Gründen unveröffentlicht – möglicherweise entsprachen sie nicht ihren eigenen Ansprüchen. Bei A.J. van der Aa werden die fremdsprachigen Texte sehr gelobt, ihre muttersprachlichen Gedichte allerdings als gelegentlich etwas „geschwollen“ bezeichnet.
Laut Arnold Houbraken (1653) beherrschte sie darüber hinaus Malerei, die sie von Nicolaes Maes gelernt habe, außerdem Stickerei und Glasgravur.
Margarete von Godewijck blieb unverheiratet. Eine gute und oft empfangene Freundin war in Utrecht Anna Maria von Schürmann. Nach dem Tod ihres Vaters machte sie ein Testament zugunsten ihrer Mutter; nach deren Tod 1677 – kurz vor ihrem eigenen Tod – vermachte sie testamentarisch einen Nachlass von „Kunst und Büchern“ sowie Papierzeichnungen und Drucke an verschiedene Verwandte und Bekannte.
Margaretha van Godewijk starb im November 1677 in Dordrecht. Bereits in einer kurz darauf erschienenen Beschryvinge der stad Dordrecht wurde ihr ein prominenter Platz im kulturellen Leben der Stadt eingeräumt; sie wurde darin – aufgrund ihrer Poesie, Stickerei, Malerei, ihren Zeichnungen und Gravuren, ihrem Gesang und ihres Cembalospiels –  unter den zahlreichen Männern, auf die die Stadt stolz sein könne, gelobt.
Der Verbleib ihrer Handschriften war lange Zeit unbekannt, bis sie 1830 bei einer Auktion in Paris wieder auftauchten und von einem Dordrechter Kunsthändler aufgekauft wurden. Sie befinden sich seit 1870 im Dordrechter Archiv, heute Regionaal Archief Dordrecht.